# 呪文-MIROTIC-
「呪文-MIROTIC-」（じゅもん・ミロティック、朝: 주문 -MIROTIC）は、東方神起が2008年に発表した楽曲である。朝鮮語版と日本語版の2種類あり、朝鮮語版は韓国で4作目となる東方神起の第4集アルバム『MIROTIC』の先行シングル及びリード曲として同年9月26日にSMエンタテインメントより発売され、日本語版は日本での24作目となるシングルとして同年10月15日にrhythm zoneより発売された。
原題は「エロティック (EROTIC)」。しかし、メンバーのジェジュンが朝鮮語で「迷路」を意味する“ミロ”に“ティック”を合わせた「Mirotic」という造語を思い付き、それが最終的に採用されている。ミュージック・ビデオは日本語と朝鮮語の両バージョンともチョ・スヒョンが監督を務め、振付はダンサーのケニー・ウォーマルドが担当した。　　

## 背景・リリース
本作は、レミー、トーマス・トロエルセン（トールセン）のデンマーク人コンビや、ドイツ人歌手のサラ・コナーなどが作曲を担当して製作された。ただし、本作のクレジットにコナーの名はない。コナー自身も本作を「アンダー・マイ・スキン」という曲名でシングル化しており、レミーとトロエルセンが製作に参加したコナーのアルバム『セクシー・アズ・ヘル』に収録されている。
この「アンダー・マイ・スキン」との関係について、本作を発表した当初は公にしていなかったため、「コナーの曲に似ている」と韓国で盗作騒ぎが起き、所属事務所のSMエンタテインメントが「どちらも作曲者が同じであり同一の曲だが、2008年1月にレミーとトロエルセンからサラ・コナーと東方神起に同時に提供されたものであり、楽曲の使用許諾はヨーロッパではコナーが、アジアでは我々が得ている。だから、盗作でもカバーでもない」と釈明する出来事もあった。
日本語版「呪文-MIROTIC-」のシングルは、規格が[CD]、[CD]（Bigeast限定）、[CD+DVD]仕様の2形態の合計3種で、2008年10月15日に発売された。[CD]仕様には「どうして君を好きになってしまったんだろう?」のリミックスバージョンが収録されている。「Rising Sun」「"O"-正・反・合」のように「全アジア展開リード曲」となった。前作に続いてタイアップはついていない。
2008年10月16日、リリース記念のシークレットイベント「MIROTIC PARTY」が東京都内のクラブで開催され、東方神起の公式ファンクラブ会員のみ抽選で少人数が招待された。

## 韓国政府による有害指定
朝鮮語版「주문 -MIROTIC」は2008年11月20日、歌詞の全体が「扇情的」であるとして韓国保健福祉家族部の下部組織である青少年保護委員会から、韓国女性歌手ソルビの「ドゥ・イット・ドゥ・イット」や米国歌手レディー・ガガの「ラヴゲーム」など109曲とともに、同国の青少年保護法に基づく「青少年有害媒体物」の指定を受け、同月27日に官報で告示された。これにより、同曲を収めたアルバム『MIROTIC』を19歳未満に販売することや深夜から早朝を除く時間帯の放送が禁止となった。
同曲にはこれ以前から、音楽評論家のイ・ムンウォンが「意図的に騒ぎを起こす広告手法を展開するために扇情的な歌詞を使っている」と指摘するなど「歌詞が欲情的」という批判は多々あったが、政府による有害指定には「時代遅れ」「結果的に政府がCDの宣伝をしている」と基準や実効性を疑問視する声が相次ぎ、青少年保護委員会で1次審議を担当するレコード審議委員会の委員を務めていた音楽評論家のイム・ジンモは「審議の基準は保守的で無理がある」として同委員を辞任、所属先のエスエム・エンタテインメントは歌詞の一部を変更したクリーン・バージョンを製作する一方で、処分取消訴訟を起こすなど波紋を呼んだ。
また、あらかじめ効力発生日に設定されていた同年12月4日に突然、一斉報道が開始された日本では、東方神起が同月末放送の『第59回NHK紅白歌合戦』に出演することが同年11月25日に発表されていたことから、NHK側が同日の会長定例記者会見の場で出演の撤回はないことを明言し、翌5日には同番組の演出担当者がブログにて日本語版をテレビで流すことに支障はないとのコメントを発表するなど対応に追われた。
その後、2009年4月にソウル行政法院での1審において指定を取り消す判決が下されたが、青少年保護委員会は控訴している。

## 発売形態（日本）
CD
- 品番: RZCD-46059
- 初回限定特典
  - ジャケットサイズカード封入（6種のうち1種を無作為に封入）
  - ブックレット（全12ページ）封入

CD+DVD
- 品番: RZCD-46058/B
- 初回限定特典
  - オフショットムービー（DVDに収録）
  - ジャケットサイズカード封入（6種のうち1種を無作為に封入）

CD （Bigeast限定）
- 品番: RZC1-46060
- ピクチャーレーベル仕様
- 東方神起の日本公式ファンクラブ「Bigeast」会員のみに完全予約受付販売
- 収録内容はCDのみ仕様と同じである

## チャート・売上
発売初週で7.1万枚の売上を記録し、10月27日付のオリコン週間シングルランキングで4作目の首位を獲得。本作の首位獲得により、日本以外の出身アーティストによる首位獲得最多数記録を更新した。Billboard Japan Hot 100では、自己最高位となる4位を獲得。

## 収録内容
| #         | タイトル          | 作詞          | 作曲                                              | 編曲          | 時間 |
| --------- | ----------------- | ------------- | ------------------------------------------------- | ------------- | ---- |
| 1.        | 「주문 -MIROTIC」 | Yoo Young Jin | Sigvardt Mikkel Remee Secon Lucas Troelsen Thomas | Yoo Young Jin | 3:28 |
| 合計時間: | 合計時間:         | 合計時間:     | 合計時間:                                         | 合計時間:     | 3:28 |

| #         | タイトル                                                        | 作詞                                   | 作曲                                                     | 編曲                    | 時間  |
| --------- | --------------------------------------------------------------- | -------------------------------------- | -------------------------------------------------------- | ----------------------- | ----- |
| 1.        | 「呪文-MIROTIC-」                                               | - Yoo Young Jin - 園田凌士（日本語詞） | Sigvardt Mikkel Remee Secon Lucas Troelsen Thomas        | Yoo Young Jin           | 3:32  |
| 2.        | 「どうして君を好きになってしまったんだろう? -THE LEVEL remix-」 | Lambsey                                | Sylvia Bennett-Smith Fredrik“Fredro”Odesjo Mats Berntoft | THE LEVEL（リミキサー） | 3:42  |
| 3.        | 「呪文-MIROTIC- (Less Vocal)」                                  |                                        |                                                          |                         | 3:28  |
| 合計時間: | 合計時間:                                                       | 合計時間:                              | 合計時間:                                                | 合計時間:               | 10:42 |

| #         | タイトル                       | 作詞                                   | 作曲                                              | 編曲          | 時間 |
| --------- | ------------------------------ | -------------------------------------- | ------------------------------------------------- | ------------- | ---- |
| 1.        | 「呪文-MIROTIC-」              | - Yoo Young Jin - 園田凌士（日本語詞） | Sigvardt Mikkel Remee Secon Lucas Troelsen Thomas | Yoo Young Jin | 3:32 |
| 2.        | 「呪文-MIROTIC- (Less Vocal)」 |                                        |                                                   |               | 3:28 |
| 合計時間: | 合計時間:                      | 合計時間:                              | 合計時間:                                         | 合計時間:     | 7:00 |

| #  | タイトル                           | 作詞 | 作曲・編曲 | 監督         |
| -- | ---------------------------------- | ---- | ---------- | ------------ |
| 1. | 「呪文-MIROTIC-」(Video Clip)      |      |            | Cho Soo Hyun |
| 2. | 「Off Shot Movie」(初回限定盤のみ) |      |            |              |

## 収録アルバム
呪文-MIROTIC-
- MIROTIC（朝: 주문 -MIROTIC）
- The Secret Code
- BEST SELECTION 2010
- TVXQ non-stop mix Vol.2
- COMPLETE -SINGLE A-SIDE COLLECTION-